# Чемпіонат Європи з футболу 2024 (кваліфікаційний раунд, група J)
Група J кваліфікації УЄФА Євро-2022 — одна з 10 груп для визначення команд, які пройдуть до Чемпіонату Європи 2024 у Німеччині. Група J складається з 6 команд: Боснія і Герцеговина, Ісландія, Ліхтенштейн, Люксембург, Португалія та Словаччина. Команди зіграють одна з одною вдома та на виїзді за круговою системою.
Дві кращі команди групи потраплять напряму до Чемпіонату Європи 2024. В той час, як учасники плей-оф визначаються на основі результатів Ліги націй УЄФА 2022–23.

## Турнірна таблиця
| Поз | Команда              | І  | В  | Н | П  | ГЗ | ГП | РГ  | О  | Кваліфікація                       |  | Португалія | Словаччина | Люксембург | Ісландія | Боснія і Герцеговина | Ліхтенштейн |
| --- | -------------------- | -- | -- | - | -- | -- | -- | --- | -- | ---------------------------------- |  | ---------- | ---------- | ---------- | -------- | -------------------- | ----------- |
| 1   | Португалія           | 10 | 10 | 0 | 0  | 36 | 2  | +34 | 30 | Кваліфікація до фінального турніру |  | —          | 3:2        | 9:0        | 2:0      | 3:0                  | 4:0         |
| 2   | Словаччина           | 10 | 7  | 1 | 2  | 17 | 8  | +9  | 22 | Кваліфікація до фінального турніру |  | 0:1        | —          | 0:0        | 4:2      | 2:0                  | 3:0         |
| 3   | Люксембург           | 10 | 5  | 2 | 3  | 13 | 19 | −6  | 17 | Вихід до плей-оф через Лігу націй  |  | 0:6        | 0:1        | —          | 3:1      | 4:1                  | 2:0         |
| 4   | Ісландія             | 10 | 3  | 1 | 6  | 17 | 16 | +1  | 10 | Вихід до плей-оф через Лігу націй  |  | 0:1        | 1:2        | 1:1        | —        | 1:0                  | 4:0         |
| 5   | Боснія і Герцеговина | 10 | 3  | 0 | 7  | 9  | 20 | −11 | 9  | Вихід до плей-оф через Лігу націй  |  | 0:5        | 1:2        | 0:2        | 3:0      | —                    | 2:1         |
| 6   | Ліхтенштейн          | 10 | 0  | 0 | 10 | 1  | 28 | −27 | 0  |                                    |  | 0:2        | 0:1        | 0:1        | 0:7      | 0:2                  | —           |

## Матчі
УЄФА опублікували розклад матчів 10 жовтня 2022, на наступний день після жеребкування. Час вказано у EET/EEST (київський час) (місцевий час, якщо відрізняється, вказано в дужках).
| 23 березня 2023 21:45 (19:45 WET) |

| Португалія                                                       | 4:0      | Ліхтенштейн |
| ---------------------------------------------------------------- | -------- | ----------- |
| - Жуан Канселу 8' - Бернарду Сілва 47' - Роналду 51' (пен.), 63' | Протокол |             |

| Жозе Алваладе, Лісабон Глядачів: 45 370 Арбітр: Еспен Ескос (Норвегія) |

| 23 березня 2023 21:45 (20:45 CET) |

| Словаччина | 0:0      | Люксембург |
| ---------- | -------- | ---------- |
|            | Протокол |            |

| ім. А. Малатинського, Трнава Глядачів: 3 523 Арбітр: Раде Обренович (Словенія) |

| 23 березня 2023 21:45 (20:45 CET) |

| Боснія і Герцеговина          | 3:0      | Ісландія |
| ----------------------------- | -------- | -------- |
| - Крунич 14', 40' - Дедіч 63' | Протокол |          |

| Біліно Поле, Зениця Глядачів: 9 234 Арбітр: Донатас Румшас (Литва) |

| 26 березня 2023 19:00 (18:00 CEST) |

| Ліхтенштейн | 0:7      | Ісландія |
| ----------- | -------- | --- |
|             | Протокол | - Д. Олафссон 3' - Гаральдссон 38' - А. Гюннарссон 48', 68', 73' (пен.) - А. Гудйонсен 85' - Еллертссон 87' |

| Райнпарк, Вадуц Глядачів: 1 692 Арбітр: Якоб Кехлет (Данія) |

| 26 березня 2023 21:45 (20:45 CEST) |

| Словаччина               | 2:0      | Боснія і Герцеговина |
| ------------------------ | -------- | -------------------- |
| - Мак 13' - Гараслін 40' | Протокол |                      |

| Національний футбольний стадіон, Братислава Глядачів: 6 052 Арбітр: Марко Ді Белло (Італія) |

| 26 березня 2023 21:45 (20:45 CEST) |

| Люксембург | 0:6      | Португалія                                                                              |
| ---------- | -------- | --------------------------------------------------------------------------------------- |
|            | Протокол | - Роналду 9', 31' - Жуан Фелікс 15' - Бернарду Сілва 18' - Отавіу 77' - Рафаел Леан 88' |

| Стад де Люксембург, Люксембург Глядачів: 9 231 Арбітр: Раду Петреску (Румунія) |

| 17 червня 2023 16:00 (15:00 CEST) |

| Люксембург              | 2:0      | Ліхтенштейн |
| ----------------------- | -------- | ----------- |
| Сінані 59' Родрігес 89' | Протокол |             |

| Стад де Люксембург, Люксембург Глядачів: 6,806 Арбітр: Олексій Деревінський (Україна) |

| 17 червня 2023 21:45 (18:45 WET) |

| Ісландія               | 1:2      | Словаччина           |
| ---------------------- | -------- | -------------------- |
| Фіннбогасон 41' (пен.) | Протокол | Куцка 27' Суслов 69' |

| Лаугардалсволлур, Рейк'явік Глядачів: 7,555 Арбітр: Дональд Робертсон (Шотландія) |

| 17 червня 2023 21:45 (19:45 WEST) |

| Португалія                        | 3:0      | Боснія і Герцеговина |
| --------------------------------- | -------- | -------------------- |
| Б. Сілва 44' Фернандеш 77', 90+3' | Протокол |                      |

| Да Луж, Лісабон Глядачів: 55,058 Арбітр: Давіде Масса (Італія) |

| 20 червня 2023 21:45 (18:45 WET) |

| Ісландія | 0:1      | Португалія  |
| -------- | -------- | ----------- |
|          | Протокол | Роналду 89' |

| Лаугардалсволлур, Рейк'явік Глядачів: 9,517 Арбітр: Даніель Зіберт (Німеччина) |

| 20 червня 2023 21:45 (20:45 CEST) |

| Боснія і Герцеговина | 0:2      | Люксембург                  |
| -------------------- | -------- | --------------------------- |
|                      | Протокол | Боржес Саншеш 4' Сінані 74' |

| Біліно Поле, Зениця Глядачів: 8,600 Арбітр: Галь Лейбовіц (Ізраїль) |

| 20 червня 2023 21:45 (20:45 CEST) |

| Ліхтенштейн | 0:1      | Словаччина  |
| ----------- | -------- | ----------- |
|             | Протокол | Вавро 45+1' |

| Райнпарк, Вадуц Глядачів: 2,316 Арбітр: Ігаль Фрід (Ізраїль) |

| 8 вересня 2023 21:45 (20:45 CEST) |

| Словаччина | 0:1      | Португалія    |
| ---------- | -------- | ------------- |
|            | Протокол | Фернандіш 43' |

| Національний футбольний стадіон, Братислава Глядачів: 21 473 Арбітр: Гленн Нюберг (Швеція) |

| 8 вересня 2023 21:45 (20:45 CEST) |

| Боснія і Герцеговина         | 2:1      | Ліхтенштейн    |
| ---------------------------- | -------- | -------------- |
| Джеко 3' Люхінгер 18', а.г.' | Протокол | Вольфінгер 21' |

| Біліно Поле, Зениця Глядачів: 6 189 Арбітр: Саят Карабаєв (Казахстан) |

| 8 вересня 2023 21:45 (20:45 CEST) |

| Люксембург                                  | 3:1      | Ісландія        |
| ------------------------------------------- | -------- | --------------- |
| Шано 9' (пен.) Боржес Саншеш 70' Сінані 89' | Протокол | Гаральдссон 88' |

| Стад де Люксембург, Люксембург Глядачів: 7 427 Арбітр: Гога Кікачеїшвілі (Грузія) |

| 11 вересня 2023 21:45 (18:45 WET) |

| Ісландія          | 1:0      | Боснія і Герцеговина |
| ----------------- | -------- | -------------------- |
| Фіннбогасон 90+1' | Протокол |                      |

| Лаугардалсволлур, Рейк'явік Глядачів: 5 229 Арбітр: Лоуренс Віссер (Бельгія) |

| 11 вересня 2023 21:45 (19:45 WEST) |

| Португалія                                                                       | 9:0      | Люксембург |
| -------------------------------------------------------------------------------- | -------- | ---------- |
| Інасіу 12', 45+4' Рамуш 18', 34' Жота 57', 77' Орта 67' Фернандіш 83' Фелікс 88' | Протокол |            |

| Алгарве, Фару Глядачів: 18 932 Арбітр: Джон Брукс (Англія) |

| 11 вересня 2023 21:45 (20:45 CEST) |

| Словаччина               | 3:0      | Ліхтенштейн |
| ------------------------ | -------- | ----------- |
| Ганцко 1' Дуда 3' Мак 6' | Протокол |             |

| Національний футбольний стадіон, Братислава Глядачів: 13 679 Арбітр: Сандер ван дер Ейк (Нідерланди) |

| 13 жовтня 2023 21:45 (18:45 WET) |

| Ісландія      | 1:1      | Люксембург   |
| ------------- | -------- | ------------ |
| Оскарссон 23' | Протокол | Родрігес 46' |

| Лаугардалсволлур, Рейк'явік Глядачів: 4 568 Арбітр: Себастьян Гісхамер (Австрія) |

| 13 жовтня 2023 21:45 (19:45 WEST) |

| Португалія                        | 3:2      | Словаччина             |
| --------------------------------- | -------- | ---------------------- |
| Рамуш 18' Роналду 29' (пен.), 72' | Протокол | Ганцко 69' Лоботка 80' |

| Драгау, Порту Глядачів: 46 601 Арбітр: Анастасіос Сідіропулос (Греція) |

| 13 жовтня 2023 21:45 (20:45 CEST) |

| Ліхтенштейн | 0:2      | Боснія і Герцеговина          |
| ----------- | -------- | ----------------------------- |
|             | Протокол | Рахманович 13' Стеванович 41' |

| Райнпарк, Вадуц Глядачів: 5 874 Арбітр: Дам'ян Сілвесчак (Польща) |

| 16 жовтня 2023 21:45 (18:45 WET) |

| Ісландія                                                            | 4:0      | Ліхтенштейн |
| ------------------------------------------------------------------- | -------- | ----------- |
| - Г. Сігюрдссон 22' (пен.), 49' - Фіннбогасон 44' - Гаральдссон 63' | Протокол |             |

| Лаугардалсволлур, Рейк'явік Глядачів: 4 317 Арбітр: Абдулкадір Бітіген (Туреччина) |

| 16 жовтня 2023 21:45 (20:45 CEST) |

| Боснія і Герцеговина | 0:5      | Португалія                                                          |
| -------------------- | -------- | ------------------------------------------------------------------- |
|                      | Протокол | - Роналду 5' (пен.), 20' - Фернандіш 25' - Канселу 32' - Фелікс 41' |

| Біліно Поле, Зениця Глядачів: 13 047 Арбітр: Халіл Умут Мелер (Туреччина) |

| 16 жовтня 2023 21:45 (20:45 CEST) |

| Люксембург | 0:1      | Словаччина  |
| ---------- | -------- | ----------- |
|            | Протокол | - Дюриш 77' |

| Стад де Люксембург, Люксембург Глядачів: 9 386 Арбітр: Хосе Марія Санчес Мартінес (Іспанія) |

| 16 листопада 2023 21:45 (20:45 CET) |

| Словаччина                                  | 4:2      | Ісландія                    |
| ------------------------------------------- | -------- | --------------------------- |
| Куцка 30' Дуда 36' (пен.) Гараслін 47', 55' | Протокол | Оскарссон 17' Гудйонсен 74' |

| Національний футбольний стадіон, Братислава Глядачів: 21 548 Арбітр: Крейг Поусон (Англія) |

| 16 листопада 2023 21:45 (20:45 CET) |

| Люксембург                                           | 4:1      | Боснія і Герцеговина |
| ---------------------------------------------------- | -------- | -------------------- |
| Олесен 6' Родрігес 30' (пен.), 90+5' Муякич 55' (аг) | Протокол | Гойкович 90+3'       |

| Стад де Люксембург, Люксембург Глядачів: 8 520 Арбітр: Андріс Трейманіс (Латвія) |

| 16 листопада 2023 21:45 (20:45 CET) |

| Ліхтенштейн | 0:2      | Португалія              |
| ----------- | -------- | ----------------------- |
|             | Протокол | Роналду 46' Канселу 57' |

| Райнпарк, Вадуц Глядачів: 5 749 Арбітр: Мохаммед Аль-Хакім (Швеція) |

| 19 листопада 2023 21:45 (19:45 WET) |

| Португалія             | 2:0      | Ісландія |
| ---------------------- | -------- | -------- |
| Фернандіш 37' Орта 66' | Протокол |          |

| Жозе Алваладе, Лісабон Глядачів: 45 655 Арбітр: Анастасіос Папапетру (Греція) |

| 19 листопада 2023 21:45 (20:45 CET) |

| Боснія і Герцеговина | 1:2      | Словаччина            |
| -------------------- | -------- | --------------------- |
| Грошовський 49' (аг) | Протокол | Боженік 52' Шатка 71' |

| Біліно Поле, Зениця Глядачів: 3 800 Арбітр: Юліан Вайнбергер (Австрія) |

| 19 листопада 2023 21:45 (20:45 CET) |

| Ліхтенштейн | 0:1      | Люксембург      |
| ----------- | -------- | --------------- |
|             | Протокол | Ж. Родрігес 69' |

| Райнпарк, Вадуц Глядачів: 2 241 Арбітр: Стефані Фраппар (Франція) |

## Бомбардири
Протягом турніру було забито  93 голів у 30 матчах, з середнім показником 3.1 голів за матч.
10 голів
- Кріштіану Роналду

6 голів
- Бруну Фернандіш

5 голів
- Жерсон Родрігес

3 голи
- Гакон Гаральдссон
- Арон Гюннарссон
- Альвред Фіннбогасон
- Данел Сінані
- Жуан Канселу
- Гонсалу Рамуш
- Бернарду Сілва
- Жуан Фелікс
- Лукаш Гараслін

2 голи
- Раде Крунич
- Андрі Гудйонсен
- Оррі Оскарссон
- Гільві Сігюрдссон
- Івандро Боржес Саншеш
- Рікарду Орта
- Гонсалу Інасіу
- Діогу Жота
- Ондрей Дуда
- Давід Ганцко
- Юрай Куцка
- Роберт Мак

1 гол
- Ренато Гойкович
- Амар Дедіч
- Едін Джеко
- Амар Рахманович
- Мирослав Стеванович
- Мікаель Еллертссон
- Давід Олафссон
- Сандро Вольфінгер
- Максім Шано
- Матіас Олесен
- Рафаел Леан
- Отавіу
- Роберт Боженік
- Деніс Вавро
- Давид Дюриш
- Станіслав Лоботка
- Томаш Суслов
- Любомир Шатка

1 автогол
- Ніхад Муякич (проти Люксембургу)
- Симон Люхінгер (проти Боснії і Герцеговини)
- Патрік Грошовський (проти Боснії і Герцеговини)

## Дисциплінарні покарання
Гравець автоматично пропускає наступний матч за наступні дисциплінарні порушення:
- Червона картка (відсторонення за червону картку може бути збільшене за серйозні порушення)
- 3 жовті картки у трьох різних матчах (відсторонення за червону також поширюється і на плей-оф, але не на фінальний турнір чи і подальші міжнародні матчі)

Гравці відбули (чи відбудуть) наступні дисциплінарні покарання: 
| Команда    | Гравець               | Порушення                                                                                                | Відсторонено на матч(і)                      |
| ---------- | --------------------- | --- | -------------------------------------------- |
| Ісландія   | Арон Гюннарссон       | пр. Албанії у Лізі націй 2022-23 (27 вересня 2022)                                                       | пр. Боснії і Герцеговини (23 березня 2023)   |
| Ісландія   | Віллум Тор Віллюмссон | пр. Португалії (20 червня 2023)                                                                          | пр. Люксембургу (8 вересня 2023)             |
| Ісландія   | Гердюр Магнуссон      | пр. Люксембургу (8 вересня 2023)                                                                         | пр. Боснії і Герцеговини (11 вересня 2023)   |
| Люксембург | Крістофер Мартінш     | пр. Португалії (26 березня 2023) пр. Боснії і Герцеговини (20 червня 2023) пр. Ісландії (8 вересня 2023) | пр. Португалії (11 вересня 2023)             |
| Люксембург | Енес Махмутович       | пр. Ісландії (8 вересня 2023) пр. Португалії (11 вересня 2023) пр. Ісландії (13 жовтня 2023)             | пр. Словаччини (16 жовтня 2023)              |
| Люксембург | Венсан Тілль          | пр. Португалії (26 березня 2023) пр. Португалії (11 вересня 2023) пр. Словаччини (16 жовтня 2023)        | пр. Боснії і Герцеговини (16 листопада 2023) |
| Люксембург | Лоран Янс             | пр. Словаччини (23 березня 2023) пр. Ліхтенштейну (17 червня 2023) пр. Словаччини (16 жовтня 2023)       | пр. Боснії і Герцеговини (16 листопада 2023) |
| Португалія | Кріштіану Роналду     | пр. Люксембургу (26 березня 2023) пр. Ісландії (20 червня 2023) пр. Словаччини (8 вересня 2023)          | пр. Люксембургу (11 вересня 2023)            |
| Словаччина | Петер Пекарик         | пр. Ісландії (16 червня 2023) пр. Португалії (13 жовтня 2023) пр. Люксембургу (16 жовтня 2023)           | пр. Ісландії (16 листопада 2023)             |
| Словаччина | Патрік Грошовський    | пр. Ліхтенштейну (11 вересня 2023) пр. Португалії (13 жовтня 2023) пр. Люксембургу (16 жовтня 2023)      | пр. Ісландії (16 листопада 2023)             |

| ЖК           | жовта картка                                      |
| ЖК · YK · RK | непряма червона картка (дві жовті в одному матчі) |
| RK           | червона картка                                    |
| ЖК · RK      | жовта та червона картка в одному матчі            |

## Позначки
1. ↑  EET (UTC+2) для матчів до 26 березня та у листопаді 2023, та EEST (UTC+3) для решти матчів.